# جيرالد الويلزي
جيرالد الويلزي (باللاتينية: Giraldus Cambrensis) ولد عام 1146 ومات عام 1220، هو مؤرخ من العصور الوسطى ويدعى أيضا جيرالد دي باري، وولد في بيمبروكشاير. وكان ابن وليام دي باري، وأمه هي أوغارات ابنة جيرالد الذي كان جد أسرة فيتزجيرالد، وجدته هي الأميرة الويلزية نيستا التي كانت خليلة هنري الأول.
تأثر جيرالد بخاله ديفد فيتزجيرالد أسقف سانت ديفدز، فعقد عزمه على دخول الكنيسة. وتعلم في باريس، وتظهر أعماله أنه انكب على دراسة الشعراء اللاتينيين. وفي عام 1172 تم تعيينه ليجمع ضرائب العشر في ويلز، وأظهر نشاطا كبيرا فتم تعيينه في منصب رئيس الشمامسة. وكانت هناك محاولة لجعله أسقف سانت سانت ديفدز، ولكن الملك هنري الثاني لم يرغب في رؤية أي أسقف في ويلز وله صلات محلية قوية. وبعد زيارة أخرى إلى باريس في عام 1180، تم تعيينه مندوبا عن أسقف سانت ديفدز الذي لم يعد يقيم هناك. لكن جيرالد رفض منصبه لأنه كان ناقما بسبب عدم مبالاة الأسقف بمعيشة أهل أبرشيته. وفي عام 1184 تم تعيينه كأحد قساوسة الملك، وانتخب ليرافق الأمير جون في رحلته إلى أيرلندا. كتب هناك طوبوغرافيا أيرلندا Topographia Hibernica. وفي عام 1186 لقي كتابه استحسانا عندما قرأه أمام أساتذة وباحثي أوكسفورد. وفي عام 1188 تم إرساله مع كبير الأساقفة بالدوين أوف فورد ليبشروا للحملة الصليبية الثالثة. وأعلن جيرالد أن نتائج هذه البعثة كانت ناجحة للغاية؛ وبأية حال فقد منحته عدة مواضيع ليدخلها في كتابه رحلة عبر وبلز Itinerarium Cambrense، والذي يعتبر أشهر أعماله بعد كتاب فتح أيرلندا Expugnatio Hibernica. وذهب إلى القارة في حيث كان ينوي الذهاب إلى الأراضي المقدسة، حيث رافق كبير الأساقفة الذي كان ينوي جعله مؤرخ الحملة الصليبية. ولكن في عام 1189 أعاده الملك إلى ويلز، لأنه كان يعرف أن نفوذه كان كبيرا، فأراده أن يحفظ النظام بين أبناء وطنه. بعد وقت قصير تحلل من نذره في الحملة الصليبية. ووفقا لرواياته الشخصية والتي يبالغ فيها قليلا، فقد عرضت عليه أبرشيتا بانجور ولانداف ولكنه رفضهما.
تقاعد في لينكون بين عامي 1192 إلى 1198 وكرس نفسه للأدب. ويحتمل أنه كتب في هذه الفترة كتاب جواهر الكنيسة Gemma ecclesiastica (ويناقش مواضيع الخلاف في الفكر والطقوس وغيرها) وكذلك سيرة القديس ريميغوس Vita S. Remigii. وفي عام 1198 انتخب كأسقف سانت ديفدز. لكن هيوبرت والتر كبير أساقفة كانتربري كان مصمما على ألا يصل ويلزي لهذا المنصب ليجادل بالمطالب المطرانية للأساقفة الإنكليز. وقام الملك بدعم هيوبرت والتر لأسباب سياسية. وبذل جيرالد جهده لأربع سنوات للتصديق على انتخابه ولكي يستقل بسانت ديفدز عن كانتربري. وقد ذهب ثلاث مرات إلى روما. وكتب حقوق وامتيازات كنيسة سانت ديفدز De jure Meneviensis ecclesiae في دعم لمطالب أبرشيته. وأقام تحالفات مع أمراء شمال وجنوب ويلز. ودعا لاجتماع كنسي عظيم على أبرشيته. واتهم بالتحريض على تمرد بين الويلزيين وتقدم الجوستيسيار (الضابط القضائي) بتهم ضده. وألغى البابا في حديث مطول كل انتخاباته السابقة وأمر بانتخاب جديد. وفي النهاية تم انتخاب رئيس دير لانثوني. سوى جيرالد خلافاته مع الملك وكبير الأساقفة؛ ونال أكبر درجات الحظوة؛ وحتى أن مصاريف حملته الانتخابية الفاشلة قد دفعت. وأمضى بقية حياته متقاعدا، رغم أنه كان هناك حديث عن جعله كاردينالا. ومن المؤكد أنه عاش بعد عهد الملك جون.
أعمال جيرالد هي جدلية من ناحية وتاريخية من أخرى. وأما أهميته كمؤرخ فقد أفسدتها روحه العدوانية؛ ويظهر أن بعضا من أعماله مثل كتاب الإرشادات الأولية Liber de instructione principum وكذلك حياة جفري أسقف يورك Vita Galfridi Archiepiscopi Eborecensis قد وضعت لتكون أعمالا سياسية أكثر منها تاريخية. وكان كل من هنري الثاني وهيوبرت والتر ووليام لونغتشامب، مستشار ريتشارد الأول، أهدافا لأسوء ما أنزله من ذم. وكانت مطالبه بأبرشية سانت ديفدز هي دافعه في تشويهه للحقائق في العديد من الروايات. لكنه كان أحد أكثر مؤرخي العصور الوسطى فطنة وحيوية.

## روابط خارجية
- جيرالد الويلزي على موقع الموسوعة البريطانية (الإنجليزية)